# Real Emotion/1000 no Kotoba
Real Emotion/1000 no Kotoba é um single duplo A-side da cantora nipônica Kumi Koda, o 7° de sua carreira e que pertence ao seu 2° álbum, Grow into one. "Real Emotion" é o tema de abertura do jogo Final Fantasy X-2, e "1000 no kotoba" (1000の言葉, 1000 words?) foi usado em uma das cenas deste jogo, bem como nos créditos finais. O single alavancou a carreira da cantora, que estava prestes a ser demitida.
"1000 no Kotoba" recebeu arranjos musicais de Takahito Eguchi e Noriko Matsueda. Foi lançado pela Rhythm Zone em 5 de março de 2003 com o número de catálogo "RZCD-45080".

## Informações
Real Emotion/1000 no Kotoba é o sétimo single e primeiro duplo a-side de Kumi. Foi o primeiro single de Kumi a entrar no top 10 da Oricon Weekly, recebendo a classificação #3. Desde o lançamento, havia vendido mais de 283.000 cópias até janeiro de 2013. Foi sua canção de maior sucesso até o single de 2006 4 hot wave.

## Músicas
1. real Emotion
2. 1000 no Kotoba
3. real Emotion (Instrumental)
4. 1000 no Kotoba (Instrumental)